# جهود إعادة الإعمار بعد الحرب الروسية الجورجية
تسببت الحرب الروسية الجورجية في أضرار جسيمة للبنية التحتية والاقتصادية في جميع أنحاء أراضي جورجيا وأوسيتيا الجنوبية. لقد وعدت العديد من الدول بمساعدات إعادة الإعمار للمناطق المتضررة.

## جورجيا
كان من المقرر عقد مؤتمر للمانحين لجورجيا في 21 أكتوبر أو 22 أكتوبر. في 20 أكتوبر 2008، وعلى هامش مؤتمر دولي رفيع المستوى في بلجيكا حول «مستقبل المشاركة البرلمانية في الصحة العالمية والتنمية»، نوقش الوضع الإنساني في جورجيا. في 22 أكتوبر 2008، تعهدت الولايات المتحدة بتقديم حزمة دعم اقتصادي بقيمة مليار دولار في مؤتمر للمانحين برعاية الاتحاد الأوروبي في بروكسل؛ جاء ذلك بالإضافة إلى مساعدة تصل إلى حوالي 40 مليون دولار في شكل مساعدات إنسانية طارئة قدمتها الوكالة الأمريكية للتنمية الدولية ووزارة الدفاع الأمريكية خلال الأزمة. أضافت المفوضية الأوروبية «ما يصل إلى» 500 مليون يورو. وفي حين أن العديد من الدول لم تكشف عن تعهداتها الفعلية، قال دبلوماسيون إن ألمانيا تعهدت بمبلغ 33.7 مليون يورو لإضافتها إلى ما عرض قبل الحرب البالغ 35 مليون يورو. احتلت السويد المرتبة الأولى في قائمة أكثر المانحين سخاءً بمبلغ 40 مليون يورو، بينما وعدت فرنسا بتقديم 7 ملايين يورو. تعهدت اليابان بتقديم 200 مليون دولار كمساعدات للإنعاش على مدار ثلاث سنوات، وذلك في المقام الأول لإعادة بناء الطرق وأنظمة السكك الحديدية، لكنها انضمت أيضًا إلى المندوبين لحث جورجيا على مواصلة التقدم في الإصلاحات الديمقراطية والاقتصادية. قدم صندوق النقد الدولي حزمة قروض بقيمة 750 مليون دولار، بينما قدم بنك الاستثمار الأوروبي قروضًا بقيمة 200 مليون يورو لإعادة بناء البنية التحتية.
في المجموع، وافق مؤتمر بروكسل على تقديم 4.55 مليار دولار لجورجيا. تجاوز المبلغ بكثير تقديرات البنك الدولي والأمم المتحدة البالغة 3.25 مليار دولار.
قال رئيس الوزراء الجورجي لادو غورغنيدزه «لقد تأثرنا بشدة وتواضعنا للتضامن والدعم الذي تلقيناه»، مشيرًا أيضًا إلى أن التعهدات تمت رغم الآثار المستمرة للأزمة المالية العالمية. كما أضاف بعد ذلك أن «كل يورو ودولار وجنيه سيجعل جورجيا أقوى، وأكثر ازدهارًا وحرية، وأكثر ديمقراطية وأكثر صدقية وأوروبية»، و«(سوف) يخفف، إلى حد كبير، من المعاناة الإنسانية التي نتجت عن تداعيات صراع ال7 من أغسطس.» قالت بينيتا فيريرو فالدنر مفوضة الشؤون الخارجية بالاتحاد الأوروبي، المستضيفة المشتركة للقمة، عن هذه المناسبة ونتائجها «هذا يوم فرح».

## أوسيتيا الجنوبية

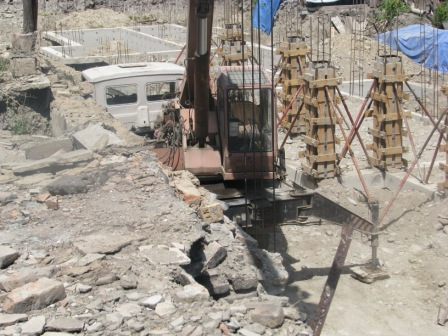
إعادة الإعمار في تسخينفالي بعد الحرب

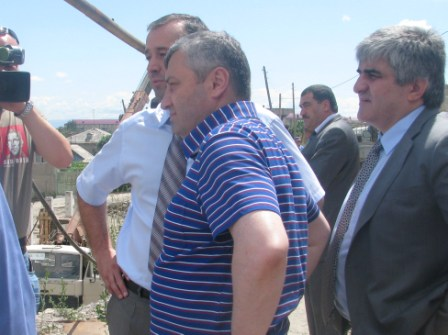
الرئيس إدوارد كوكويتي يتفقد أعمال إعادة الإعمار في أغسطس 2009

في سبتمبر 2008، أرسلت روسيا مئات العمال لإعادة بناء تسخينفالي ووعدت بمبالغ نقدية لكل مواطن من أوسيتيا الجنوبية. وقال رئيس وزراء أوسيتيا الجنوبية بوريس تشوتشيف إن روسيا «وعدت بدفع مبلغ يصل إلى 2000 دولار لكل أوسيتي جنوبي كتعويض عن أضرار الحرب». في سبتمبر 2008، مولت روسيا دفع معاشات لأصحاب المعاشات في أوسيتيا الجنوبية، وموَّلت المساعدات للعائلات العاطلة عن العمل والمدعومة التي فقدت منازلها خلال الحرب. بلغت مساعدات إعادة الإعمار الروسية لأوسيتيا الجنوبية 490 مليون دولار. ومع ذلك، كانت هناك مخاوف جدية بشأن فعالية توزيع المساعدات الروسية من قبل سلطات أوسيتيا الجنوبية.
في مارس 2009، أمر رئيس الوزراء الروسي فلاديمير بوتين وزارة المالية ببدء اتفاقية حول المساعدة المالية لأبخازيا وأوسيتيا الجنوبية. ستخصص روسيا 8.5 مليار روبل لأوسيتيا الجنوبية من أجل المساعدة في إعادة بناء المساكن والمرافق الاجتماعية والمرافق التي تضررت خلال الحرب. وفقًا لإدوارد كوكويتي، تم تدمير سبعين في المائة من المساكن السكنية وثمانين في المائة من المباني الإدارية في تسخينفالي في القصف الجورجي للمدينة في عام 2008.
تم خط أنابيب دزاريكاو - تسخينفالي من أوسيتيا الشمالية إلى تسخينفالي في 26 أغسطس 2009. أفادت التقارير أن خط الأنابيب الجديد قد كلف 15 مليار روبل (476 مليون دولار أمريكي). قبل البناء، تم تزويد أوسيتيا الجنوبية بالغاز من خلال محطة آغارا-تسخينفالي لنظام الجذع الجورجي تيبليسي-كوتايسي. يعد خط أنابيب الغاز دزواريكاو-تسخينفالي أحد أعلى خطوط الأنابيب في العالم.